# Dorfkirche Pritzhagen

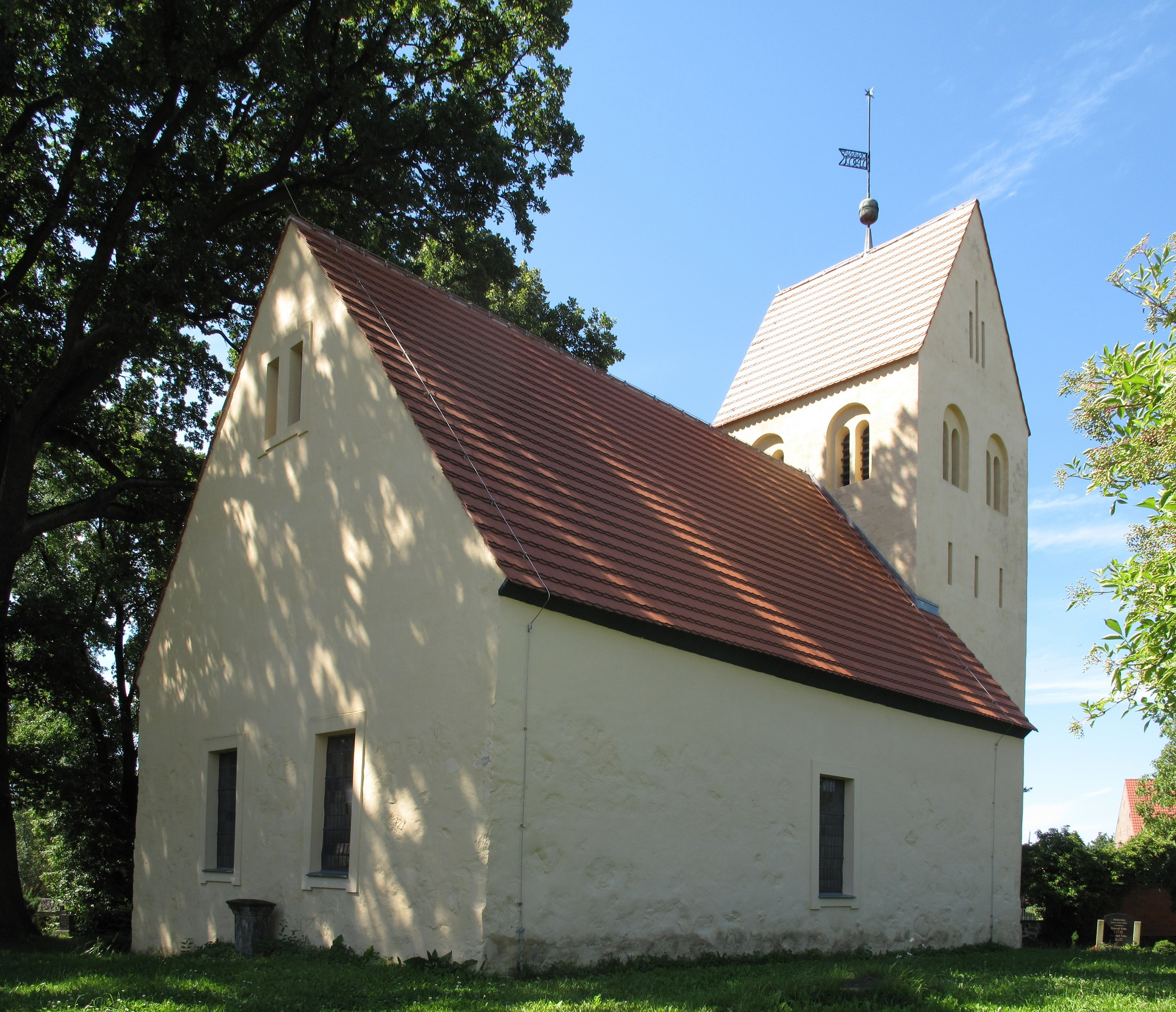
Die Kirche im Jahr 2012

Die Dorfkirche Pritzhagen ist die evangelische Kirche von Pritzhagen, einem Ortsteil der Gemeinde Oberbarnim im Landkreis Märkisch-Oderland in Brandenburg.
Das im Jahr 1300 erstmals urkundlich erwähnte Dorf liegt im Naturpark Märkische Schweiz. Die einschiffige rechteckige Saalkirche stammt wahrscheinlich aus dem 14./15. Jahrhundert und ist aus Feldsteinen gemauert, die komplett verputzt sind. Ihr heutiges Gesicht erhielt die spätgotische Kirche vor allem mit dem eingezogenen quadratischen Westturm von 1742, durch seine Erneuerung im oberen Teil 1841 und durch größere Umbaumaßnahmen in den Jahren 1906/07. Ein hölzerner Altaraufsatz mit seitlichen Akanthuswangen geht auf die Jahre 1730/40 zurück. Das Bauwerk steht unter Denkmalschutz. Gleichfalls unter Denkmalschutz steht die Grabstätte der langjährigen Pritzhagener Gutsherrin Charlotte Gräfin von Itzenplitz an der Südwand der Kirche.

## Geschichtliche Einordnung

### Zugehörigkeit, Gemeinde und Lage des Kirchengebäudes
Wie das Landbuch Karls IV. ausweist, gab es bereits spätestens im Jahr 1375 eine Pfarrei in Pritzhagen. Laut Landbuch besaß der Pfarrer zu dieser Zeit zwei Hufen. Spätestens 1540 unterstand die Kirche dem Patronat des Zisterzienserinnen-Klosters Friedland und gehörte als Filia Reichenbergs zum Kirchenkreis (Sedes) Friedland. Im Gegensatz zum Nachbarort Bollersdorf, der 1486 vom Kloster Friedland erworben wurde, kam das Dorf Pritzhagen erst 1704 an die „Herrschaft Friedland“, die dem 1540/46 säkularisierten Kloster folgte. Die Designation von 1715 nannte als Kirchenpatron den Friedländer Gutsherrn und Markgrafen Albrecht Friedrich von Brandenburg-Sonnenburg, die Kirche war nach wie vor eine Filia Reichenbergs.

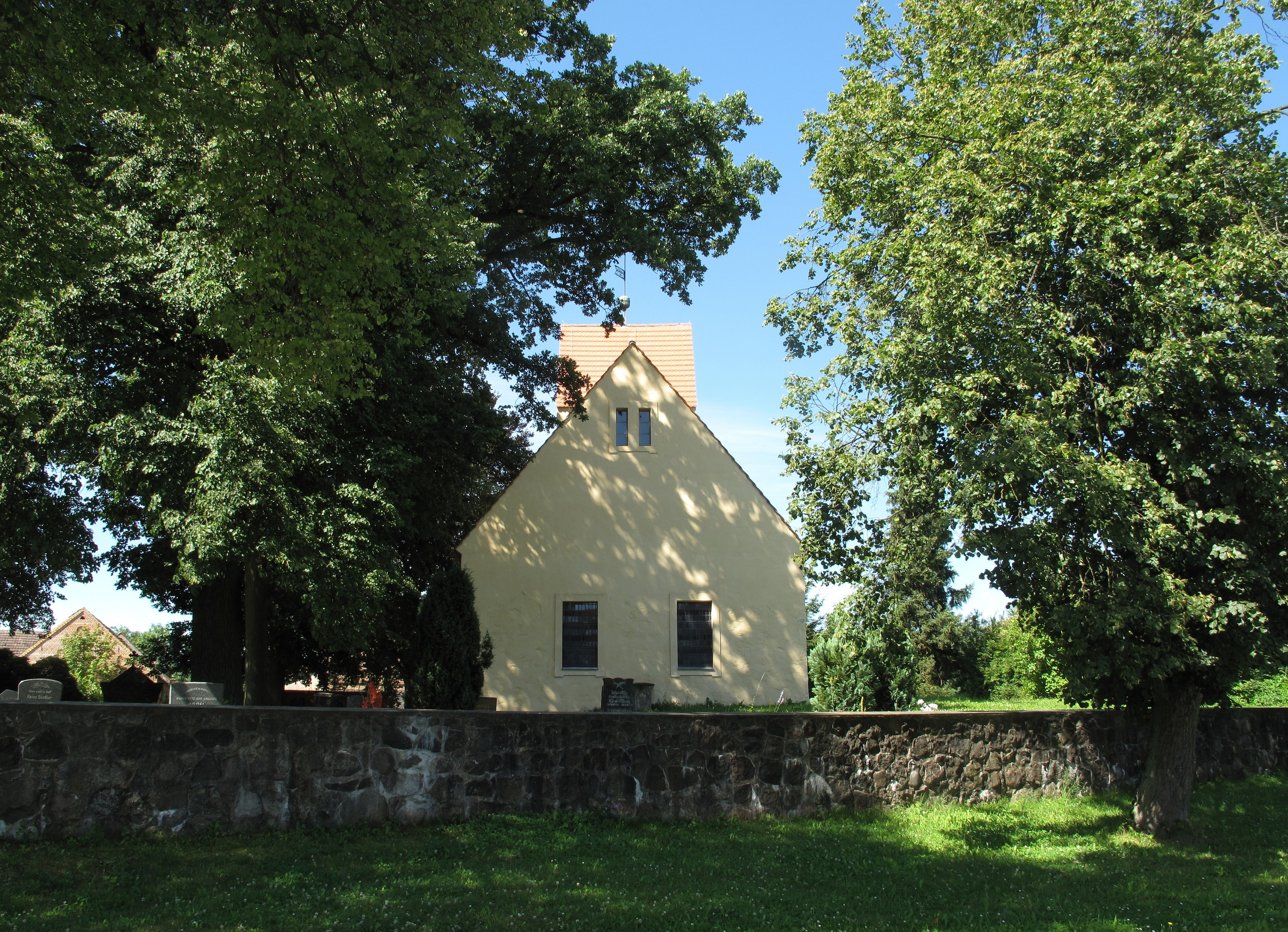
Einfassende Feldsteinmauer zum Dorfanger

### Nutzung
Auch im 21. Jahrhundert ist die Kirche Teil der Kirchengemeinde Reichenberg im „Pfarrsprengel Haselberg“ (Bereich Reichenberg-Ihlow-Pritzhagen-Ringenwalde) im Kirchenkreis Oderland-Spree der Evangelischen Landeskirche Berlin-Brandenburg-schlesische Oberlausitz (EKBO). Neben regelmäßigen Gottesdiensten finden in dem Gotteshaus Konzerte im Rahmen der Musiksommer Märkische Schweiz statt. Dazu gehörte am 22. April 2012 das Konzert Feldstein und Musik mit einer musikalisch kommentierten Lesung aus dem Briefwechsel zwischen Friedrich dem Großen und seiner Lieblingsschwester Wilhelmine, Auftaktkonzert zur Eröffnung der Oberbarnimer Feldsteinroute mit der Pritzhagener Feldsteinkirche als markantem Routenteil. Der Kirchenbau und der umgebende Kirchhof befinden sich auf dem Dorfanger. Dieses Areal wurde 2004 mit dem Dorfteich und den einfassenden Feldsteinmauern wie auch den Feldsteineinfriedungen der Gehöfte in der Ortsmitte umfassend saniert; 2007 erhielt das Dorf die Auszeichnung als „Naturparkgemeinde im Naturpark Märkische Schweiz“.

## Architektur und Baugeschichte
Rudolf Schmidt beschrieb das Bauwerk 1928 als uralte massive Feldsteinkirche mit einer Länge von 17 Metern, Breite von 9 Metern und Höhe von 4,60 Metern. Matthias Friske gab 2001 für den Turm eine Länge von 4 Metern und eine Breite von 5,2 Metern und für das Schiff eine Länge von 12,7 Metern und eine Breite von 9 Metern an. Gesicherte Aussagen zur Entstehungszeit ließen sich nicht treffen. Sicher sei nur, dass die Kirche erst in der Spätgotik (in Deutschland etwa 1350 bis 1520/30) erbaut wurde.

### Aktuelles Erscheinungsbild und Glocken
Trotz der glatten Verputzung ist der ursprüngliche unregelmäßige Feldsteinbau noch deutlich an der Außenfassade des Kirchenschiffs ablesbar. Der einschiffige Rechteckbau hat an der Südseite und der Längsseite je zwei und an der Nordseite ein rechteckiges Fenster. Sein einziges Portal liegt im quadratischen, eingezogenen Westturm. Der barocke Turm hat auf allen Seiten Schallöffnungen und ist wie das Kirchenschiff von einem steilen Satteldach gedeckt.
Eine mittelalterliche Glocke ist wahrscheinlich im Zweiten Weltkrieg eingeschmolzen worden. Eine 1914 in der Glockengießerei in Apolda produzierte Bronzeglocke hing nur drei Jahre im Turm und musste 1917 als Metallspende des deutschen Volkes im Ersten Weltkrieg abgeliefert werden. Die heutigen drei Stahlglocken stammen aus den 1950er Jahren.

### Renovierungen und Turmbau 1742
Erste Daten zur Baugeschichte liegen aus dem 1700 beginnenden Kirchenbuch vor. Danach fand 1710 für 103 Taler, 9 Groschen und 6 Pfennige eine größere Gebäude-Reparatur statt. 1735 wurde das Kirchendach vollständig umgedeckt. 1742 erfolgte laut Kirchenbuch der Bau eines neuen Kirchturms, das alte Turmgerüst wurde dabei vollständig abgetragen. Den Neubau führte der Zimmermeister Christoph Seyferth aus Wriezen aus, der dafür zwölf Eichen verbrauchte. Zudem wurde der Kirchengiebel massiv ausgebaut und die gesamte Kirche von einem Maurermeister verputzt. An Kalk wurden 71 Tonnen verbraucht. Die Beschaffung und den Transport von Feldsteinen und Sand besorgte die Gemeinde. Der Friedländer Amtmann oder Arrendator Jeckel – der seinerzeitige Herr auf Friedland Carl Albrecht von Brandenburg-Sonnenburg ließ seine Güter als Arrende-Dörfer verwalten – lieferte 9300 Mauer- und 1700 Dachsteine. Knopf, Wetterfahne und Stern wurden von einem Reichenberger Schmiedemeister für 15 Taler und 21 Groschen aus Kupfer gefertigt und wogen zusammen 31 3/4 Pfund. Die Holmstange hatte ein Gewicht von 86 1/2 Pfund. Abgesehen von Hand- und Spanndiensten betrugen die Gesamtausgaben 375 Taler, 12 Groschen und 7 Pfennige. In den Jahren 1757 und 1828 erfolgte eine Neueindeckung des Kirchendachs.

### Weitere Umbauten und Instandsetzungen

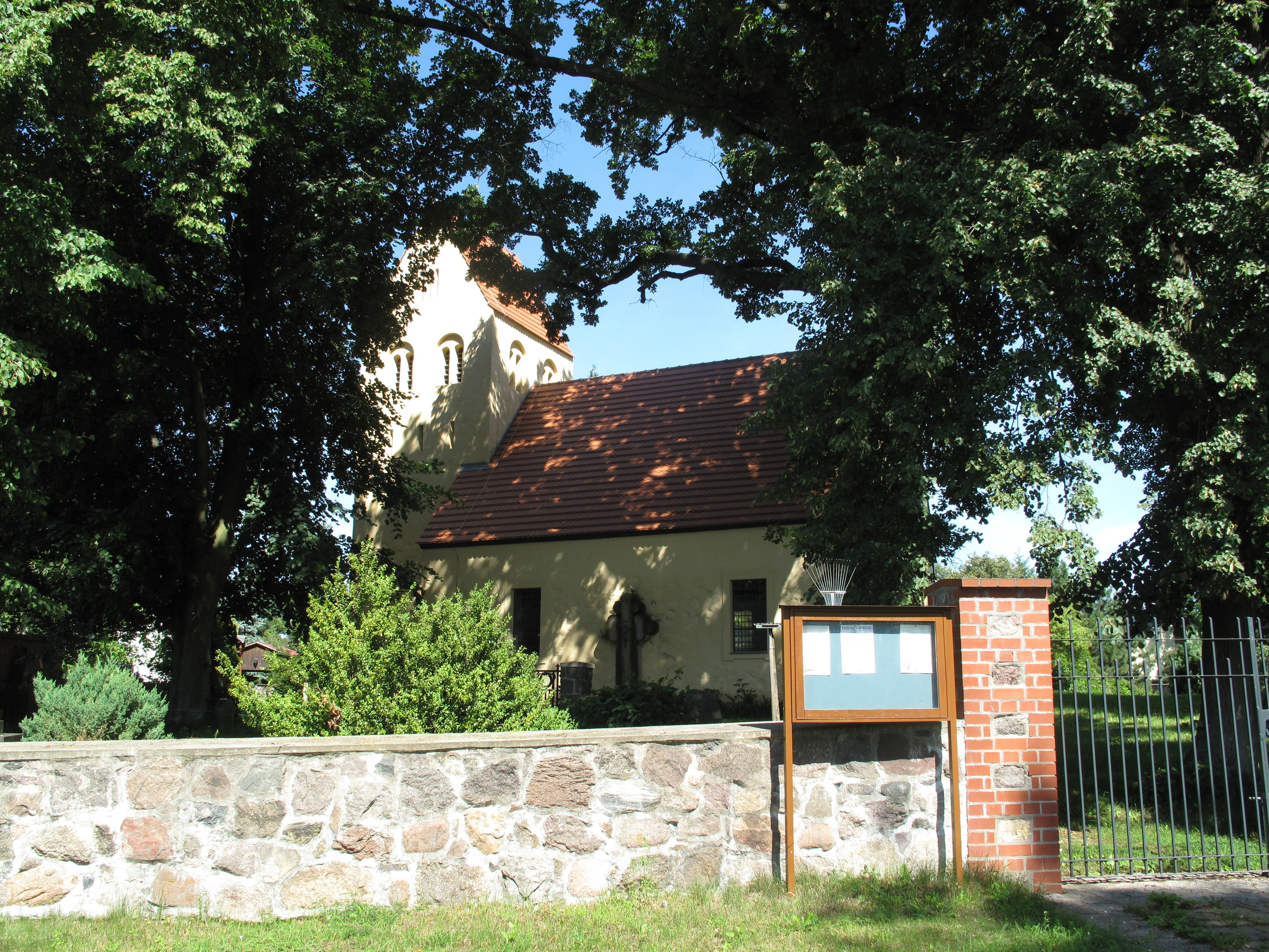
Südseite mit der denkmalgeschützten Grabstätte Itzenplitz

Sehr wahrscheinlich im Jahr 1841 wurde der obere Turmaufsatz ersetzt. Schriften in der 1840 mit dem Knopf abgestürzten Zeitkapsel bezeichnen den alten Turm als Holzkonstruktion. Erneute Umbauten 1906/1907 versetzten das Kirchengebäude weitgehend in seinen heutigen Zustand. 1986 stürzte die Wetterfahne ab, woraufhin auch die Holmstange und die Kugel heruntergeholt und erneuert wurden. Nachdem bereits die Feldsteinmauern um Kirche und Friedhof aufgearbeitet worden waren, wurde die Kirche aus Mitteln der Europäischen Union, der Evangelischen Kirche und des Amtes Märkische Schweiz 2010 umfassend saniert. Dabei wurden die Dachstühle von Turm und Schiff, die Schallluken, der Putz und der Fassadenanstrich überholt. Am 19. September 2010 wurde das Gotteshaus wieder eingeweiht.

## Grabstätte Itzenplitz
Während die – wie Theodor Fontane sie nannte – „Itzenplitze“ überwiegend im Erbbegräbnis der Familie von Lestwitz-Itzenplitz in Kunersdorf bestattet sind, befindet sich die denkmalgeschützte Grabstätte von Charlotte Gräfin von Itzenplitz direkt an der südlichen Außenmauer der Kirche. Die Grabstätte besteht aus einem in die Kirchenwand integrierten Grabkreuz mit einer Christusfigur, einem flach davor liegenden Grabstein und ist von einem Metallgitter eingefasst. Der Grabstein gibt neben den Lebensdaten einige Funktionen der Pritzhagener Gutsherrin der Jahre 1883 bis 1909 wieder und enthält den vierzeiligen Grabspruch „Ich habe einen guten Kampf geführt […]“ nach einem Wort des Paulus an Timotheus (2 Tim 4, 7-8).

## Innenraum und Inventar

### Gestaltung und Ausstattung
Die Decke im Kircheninnern ist als hölzerne Flachtonne mit eingezogenem Querbalken gestaltet. Die Empore ist einseitig und nach Westen gerichtet. Wie im Kirchenbuch vermerkt, erhielt 1714 ein Berliner Maler vor Kanzel und Altar in der Kirche zu machen 31 Taler. Laut Angabe des Pfarrsprengels entstanden die gemauerte und verputzte Altarmensa, die nach allen Seiten segmentbogig geöffnet ist, wahrscheinlich in der ersten Hälfte des 18. Jahrhunderts und der hölzerne Altaraufsatz mit seitlichen Akanthuswangen um 1730/40.

„Im Hauptfeld zeigt der Altaraufsatz ein geschnitztes Kruzifix, das von je einer gedrehten Säule umgeben ist. Seitlich hat der Altaraufsatz Akanthuswangen. Das Kruzifix ist vollplastisch und befindet sich in einem Rahmen. Im unteren Teil des Rahmens ist ein Engelskopf angebracht. An den Enden des Kreuzquerbalkens befinden sich ebenfalls (zwei) Engelsköpfe. Links und rechts vom Kruzifix sind auf dem Rahmenfond biblische Sprüche aufgemalt. Bekrönt wird der Altaraufsatz durch ein sehr reiches Akanthusschnitzwerk, das in der Mitte ein gemaltes „Auge Gottes“ und zwei Kartuschen (links und rechts) hat. An der Nordwand des Altarraumes stehen die hölzerne gefasste Kanzel und das Pfarrgestühl, beide auch aus der ersten Hälfte des 18. Jahrhunderts. Die Brüstungsfelder des Kanzelaufganges und des polygonen Kanzelkorbes, der von einer Säule gestützt wird, sind mit aufgemalten biblischen Sprüchen versehen. Ebenso ist auf die Innenseite des hölzernen Schalldeckels ein biblischer Spruch (Hes. 3,17) aufgemalt.“

Aus der gleichen Zeit stammt die achtseitige hölzerne Taufe, die links vom Altar steht. Die Innensanierung 2010 wurde von einer Restauratorin begleitet. Bei den Arbeiten wurden Wandmalereien, die wahrscheinlich aus dem 18. Jahrhundert stammen, teilweise freigelegt und restauriert.

### Inventar
Ein Inventarverzeichnis von 1715 listete auf: einen feinvergoldeten silbernen Kelch mit einer Patene, „so neulich angeschaffet worden und der Markgraf das meiste dazu geschenkt“; einen Zinnkelch mit Patene, eine zinnerne Abendmahlsflasche, drei große zinnerne Leuchter auf dem Altar, einen kleinen Zinnleuchter und ein zinnernes Taufbecken. Einer der Kelche war ein Geschenk des Klosters Friedland. Die Taufschale mit der Inschrift Haec Patina A. W. 1702 die 22. Xbris a. FFVRT ist noch vorhanden (Stand 2012), ebenso ein Zinnleuchter, der Zinnkelch und die Messweinflasche, deren Schraubdeckel nicht mehr vorhanden ist. Ein seinerzeit vorhandenes Harmonium ging zum Ende des Zweiten Weltkriegs verloren.